# 国鉄D62形蒸気機関車
国鉄D62形蒸気機関車（こくてつD62がたじょうききかんしゃ）は、日本国有鉄道（国鉄）の貨物用テンダー式蒸気機関車である。
D52形から改造された機関車であり、1950年（昭和25年）から翌1951年にかけて、2年間で20両が改造された。改造所は国鉄浜松工場であった。

## 改造までの経緯
終戦当時、国鉄（当時は運輸省）には戦時物資輸送用の貨物用機関車が大量に在籍していたが、これらは終戦と共に大半が余剰となった。中でも本形式の母体となった幹線用大型機D52形は車齢は浅いものの、戦時設計と徴用工による工作の拙劣さがたたり稼働率が著しく低下していた。大量の状態不良車を廃車にしたほか、C62形へ改造されたものもあったが、将来見込まれる幹線の電化や亜幹線の老朽機の淘汰などを勘案した結果、基本設計に沿った装備改造と共に線路等級の低い線区へも入線出来る軸重軽減改造を施して新形式D62形を誕生させることになった。

## 構造
D62形への改造時に、戦時設計を改善する整備が行われた。内容としては、ボイラーの整備、炭水車や除煙板（デフレクター）などに適用された代用設計品を制式品に整備、給水温め器の移設、自動給炭機（メカニカルストーカー）の設置など広範囲に及んだ。また、車軸配置を従来の2-8-2（1D1。先輪1軸＋動輪4軸＋従輪1軸の意味）のミカド形から、鋳鋼製2軸従台車を装備して2-8-4（1D2。先輪1軸＋動輪4軸＋従輪2軸の意味）のバークシャー形とした。なお、本形式は日本初のバークシャー形であった。この改造は1950年から1951年にかけて浜松工場で行われている。
同じ2軸従台車を擁するC61・62両形式の最終落成車とD62の最初の落成車との落成日は6ヶ月ほどしか離れていないが、従台車の形式名称が異なる（C61・62のLT253に対しD62以降の全形式がLT254）。これはC61・62の初号機車入れの際第3動輪と従台車枠が干渉し、当該箇所を削って半ば無理やり押し込んだことへの手直しで、最後動輪に干渉しないよう枠前端を下げたものである。
この後、1956年（昭和31年）から1958年（昭和33年）にかけて、ボイラー自体を取り替える工事を浜松工場・鷹取工場で実施している（D62 9・16・19は交換されなかった）。
姫路電化の完成によって余剰となり、東北本線への転用が決定したことにより、軸重軽減改造が行われた。動輪と先・従輪を結ぶ釣合梁の支点の位置を変更し、総重量を変えずに最大軸重をそれまでの16.22tから15.00tへと軽減された。同時に軽くなった軸重とのバランスを取るため、シリンダもライナーを入れて直径を縮小された。この改造は1959年（昭和34年）に鷹取工場で行われた。
D52形からの改造なので、動輪直径もD52形と同じ1,400mm。総重量（炭水車を除く）は87.74t。日本のテンダー式蒸気機関車では、最も総重量の重い形式であった。

## 運転
1950年から翌年にかけて完成した本形式は、当初稲沢機関区・米原機関区（後に吹田機関区、姫路第一機関区に転配）に10両ずつ配置され、東海道本線・山陽本線で使用された。従台車の二軸化によってか原型のD52形よりも振動が少ないと乗務員から評価された。特徴ある集煙装置は吹田機関区在籍時に東山、逢坂山トンネル通過時の煤煙対策としてD52形とともに取り付けられた。
その後、山陽本線が姫路まで電化された1958年に全車休車となり、川西池田駅などに分散留置されたが、車齢も若いため、転用先を検討することになった。九州や東北、北海道地区などの候補があがったが、最終的に東北本線長町 - 盛岡間で使用することになった。このため、軸重軽減改造が施工され、集煙装置も撤去された。
改造工事を終えた本形式は全車が1959年末に一ノ関機関区に集結し、主として長町 - 盛岡間の貨物列車の牽引に使用された。本形式の東北本線時代には国鉄本社工作局を経て東北支社勤務であった久保田博の著作においてはD51形との比較で本形式の燃料消費量の多さや修繕の手間、松島駅付近や長町操車場構内の急曲線における横圧増加、これに対する軌道強化費の負担といった主に車両の管理側からみた面で不評とされ、東北には過ぎたるものと評されたが、実際に一ノ関機関区や長町機関区、仙台機関区で本形式を扱った乗務員にはおおむね使用実績は好評で、D51形との比較で牽引性能に余裕があることから重量貨物列車の牽引でも加速が良く、自動給炭機を使用することで平坦線では助士が座ったまま乗務できるなど、C59形に対するC62形と同様に性能的優位に基づく労働環境改善が見られた。その後ボイラー未交換等の状態不良から7と9が早期に廃車、続いて16は休車、12が廃車となり、残った車両も1965年（昭和40年）10月の東北本線盛岡電化により順次休車となったものの、ED75形の数が電化当初は少なかったことから貨物列車や一部の旅客列車に蒸気機関車の運用が残ったため一部が電化から1年経過した1966年（昭和41年）9月30日まで使用され、同日に10は長町 - 小牛田間の普通列車、15は盛岡発の上り貨物列車、20が長町発の下り貨物列車を牽引したのが最終運用となった。なお1962年（昭和37年）の時点では盛岡以北への投入が計画され、青森電化時の全廃を予定していたが、電化完了までの短期間だけD62を引き取る理由もなく、他に適当な転用先もなかったことから、1966年10月19日までに全車廃車となった。このほかにも1962年（昭和37年）ごろに一ノ関機関区のD62を補機に転用する計画も出ていたが、D51よりも軸重が軽く空転しやすい、石炭消費の量が増えるのではないかと危惧する声が上がり歓迎の声は少なかった。また、待避線の延長工事の着手に至っていない区間では車止めを突破する危険が高まるとして乗務員の同意が得られず転用は断念された。

## 特筆事項
D52形の一部には汽車会社提案による変形輪心（一枚板形の輪心であるが、通常の箱型輪心を波打たせたような形状にして強度を保ち、比較すると製作時に用いる砂型の中子が要らず、型を簡単に出来るメリットがあるとされる）の動輪が採用されているが、本形式ではD62 15の第二動輪、D62 16の第三動輪にそれらが見られる。他の動輪は標準形の箱形輪心動輪であった。
また東北本線の電化進行に伴い、本形式にも1964年頃から前照灯の脇にシールドビームの副灯が取り付けられたが、後に主灯も通常型のものからシールドビームに交換されシールドビーム2灯の特異な外見となった。

## 保存機
廃車後は全車解体されており、保存機は存在しない。かつて『鉄道模型趣味』創刊者の山崎喜陽がD62 10の第二動輪を自宅庭に置いていた。のちに関西地方の別の愛好家に譲渡されている。